# Thampoa arborella
Thampoa arborella är en insektsart som först beskrevs av Zhang och Chou 1988.  Thampoa arborella ingår i släktet Thampoa och familjen dvärgstritar. Inga underarter finns listade i Catalogue of Life.